# ティンカー・ベルと輝く羽の秘密
『ティンカー・ベルと輝く羽の秘密』（ティンカー・ベルとかがやくはねのひみつ、原題：Secret of the Wings）は、2012年制作のOVA。2013年1月23日にDVDとブルーレイが発売された。時間は75分。

## 概要
本作で登場する妖精ペリウィンクルのヘア・スタイルは、ケン・パブスの協力を得てデザインされている。凍った花、つららといった「冬」をイメージしている。
販売されたブルーレイには短編『ピクシー・ホロウ・ゲームズ 妖精たちの祭典』も収録されている。

## あらすじ
冬が始まったある日、ティンカー・ベルは規則で行くことが禁じられていた「冬の森」へ行き、自分にそっくりな冬の妖精ペリウィンクルと出会った。
実は、ティンカー・ベルとペリウィンクルは同じ赤ちゃんの笑いから生まれた双子の妖精だったのだ。意気投合するティンカー・ベルとペリウィンクルだったが、ティンカー・ベルたち普通の妖精は「冬の森」では羽が凍ってしまって飛べなくなってしまうのだった。冬服を作ったティンカー・ベルだったが、高いところから転落して大惨事になりかけたので、「冬の森」の外へと送り帰されることになった。
せっかく逢えたペリウィンクルと別れるのを嫌がったティンカー・ベルはペリウィンクルを連れて、クラリオン女王に会い規則を変えてもらおうと考えるが、ペリウィンクルは暑くて「冬の森」の外へは出られない。ティンカー・ベルは自分の能力「物作り」を活かして、「雪製造機」を作り雪を降らせることで、ペリウィンクルを連れ出すことに成功する。しかし、雪の材料である氷がすぐに無くなり、ペリウィンクルの羽が溶けはじめた。慌てて「冬の森」に戻った事なきを得たが、「冬の森」の長ミロリはティンカー・ベルとペリウィンクルに二度と会わないよう厳命する。規則を作ったクラリオン女王もミロリに同意していた。

## 登場人物
声は、吹き替えを行った声優を英語版、日本語版の順に記した。
ティンカー・ベル
声 - メイ・ホイットマン、深町彩里
ホット・カモミールティー派。
ペリウィンクル
声 - ルーシー・ヘイル、中嶋ヒロ
霜の妖精。ティンカー・ベルとは同じ笑いから産まれた姉妹。アイス・カモミールティー派。
ミロリ
声 - ティモシー・ダルトン、堀内賢雄
「冬の森」の長。
デューイ
声 - ジェフ・ベネット、後藤哲夫
ヴィディア
声 - パメラ・アドロン、朴璐美
シルバーミスト
声 - ルーシー・リュー、高橋理恵子
イリデッサ
声 - レイヴン・シモーネ、園崎未恵
ロゼッタ
声 - メーガン・ヒルティ、豊口めぐみ
フォーン
声 - アンジェラ・バーティース、坂本真綾
クラリオン女王
声 - アンジェリカ・ヒューストン、高島雅羅
グリス
声 - グレイ・デリスル、嶋村侑
霜の妖精。ペリウィンクルの友達でドングリが好き。
スパイク
声 - デビー・ライアン、宮原永海
霜の妖精。ペリウィンクルやグリスの友達でドライな性格。
スレッド
声 - マット・ランター、佐藤せつじ
冬の妖精。冬の準備を仕切っているリーダー的存在。ロゼッタとはいい雰囲気になるも恋仲かは不明。
癒しの妖精
声 - ジョディ・ベンソン、松岡洋子

## スタッフ
- 監督：ペギー・ホームズ
- 製作：マイケル・ウィガート
- 脚本：ボブス・ガンナウェイ、ペギー・ホームズ
- 製作総指揮：ジョン・ラセター
- 音楽：ジョエル・マクニーリイ
- 美術監督：エレン・ジン・オヴァー
- アニメーション・スーパーバイザー：妹尾百合子
- 編集：マーク・ローゼンバウム